# マイキー・ウィップレック
マイキー・ウィップレック（Mikey Whipwreck、1973年6月4日 - ）は、アメリカ合衆国のプロレスラー。
本名、ジョン・マイケル・ワトソン（John Michael Watson）、ニューヨーク州ロングアイランド出身。

## 来歴

### ECW
1993年、ECWにてリング設営などを担当するスタッフとして入団。1994年、当時プロデューサーであったポール・ヘイマンに見出されプロレスラーへと転向。マイキー・ウェルボディ（Mikey Wellbody）のリングネームで1月8日にデビューを果たす。2月にはマイキー・ワトソン（Mikey Watson）、マスクマンであるヤングドラゴン2号（Young Dragon #2）へと変更し、3月よりマイキー・ウィップレック（Mikey Whipwreck）に落ち着く。5月15日、ECW TV王座を保持するピットブル1号に挑戦して勝利し、キャリア初の王座を戴冠。8月13日にジェイソンにベルトを奪取されるものの、同月27日、NWAのイベント、World Title Tournamentにてカクタス・ジャックとタッグを組んでECWタッグ王座を保持するパブリック・エネミー（ジョニー・グランジ & ロッコー・ロック）に挑戦して勝利し、ベルトを奪取した。
1995年10月よりECW世界ヘビー級王座を保持するサンドマンとベルトを巡り抗争へと発展。同月28日、ECW Hardcore TVにて対戦して勝利し、ベルトを奪取した。12月29日、2・コールド・スコーピオとECW世界TV王座、ECW世界タッグ王座のダブルタイトルマッチで勝利し、三冠王に輝いた。
1996年、トップ戦線から脱落して中堅へと降格。スパイク・ダッドリー、トミー・ドリーマーなどのレスラー達とタッグを組んでPG-13（ウルフィーD & JCアイス）、FBIと抗争を展開。
1999年3月、WCWへと移籍するも結果を残す事が出来ず8月に退団。10月には再びECWへと復帰。WCW移籍前と変わらず中堅の位置付けだったが2000年7月8日、ECW on TNNにて田尻義博との対戦から友情が芽生え、シニスター・ミニスターをマネージャーに従えたアンホリー・アライアンス（The Unholy Alliance）を結成。FBIと名勝負を繰り広げ、8月25日にはECW on TNNにて行われたECW世界タッグ王座争奪トーナメントに出場し、決勝でサイモン・ダイアモンド & ジョニー・スウィンガー、ジェリー・リン & トミー・ドリーマーと3wayダンスを行い勝利。優勝を飾り王座を戴冠した。また、サイラス・ザ・ヴァイラス率いるザ・ネットワーク（The Network）の一員としても活動した。

### インディー団体
2001年1月、ECW崩壊後、ニューヨーク州のICW（Impact Championship Wrestling）やペンシルバニア州のPWF（Premier Wrestling Federation）、ニュージャージー州のJAPW（Jersey All Pro Wrestling）といったアメリカ東部のインディー団体を転戦。
2002年、プロレスラーとしてのキャリアを終わらせる意向を発表してセミリタイア状態となる。2003年、地元であるニューヨーク州ロングアイランドにジョン・カースと共同でNYWC（New York Wrestling Connection）なるインディー団体を設立。若手達の壁になる為、トレーナー兼レスラーとして復帰。2005年にはWWEがECW One Night Stand 2005を開催する前にアンチテーゼを唱えたシェーン・ダグラスが先手を打って開催したECWリユニオンイベントであるHardcore Homecomingに参戦。クリス・チェッティと組んでCWアンダーソン & サイモン・ダイヤモンドと対戦して勝利した。
2012年5月、盟友であるTAJIRIが日本で主宰するWNC（Wrestling New Classic）に参戦する為初来日を果たす。24日にはTAJIRIと11年ぶりとなるアンホリー・アライアンスを再結成して外道 & 邪道と対戦して勝利した。
2014年4月、ニューヨーク州の2CW（Squared Circle Wrestling）にてTAJIRIとタッグを組んでARフォックス & リッチ・スワンと対戦して勝利。

## その他
- トレーナーとしての手腕は確かな物があり、ザック・ライダー、トレント・バレッタ、カート・ホーキンスをWWEに入団させ、アメージング・レッドをTNAに入団させる実績を誇っている。

## 得意技
- ウィッパー・スナッパー（ホイッパー・スナッパー）
フィニッシャー。雪崩式スタナー。
- フランケン・マイキー
ウラカン・ラナ・インベルティダ。トップロープから仕掛ける場合が多い。
- アンホリー・ドライバー
ファイヤーマンズ・キャリーの状態からホイールバローを仕掛ける。

## 入場曲
- Welcome To The Jungle
- Loser
- Pepper
- Bombtrack
- T.I.W.
- Cyanide

## 獲得タイトル
ECW
- ECW世界ヘビー級王座 : 1回
- ECW世界TV王座 : 2回
- ECWヨーロピアン・ジュニアヘビー級王座 : 1回
- ECW世界タッグ王座 : 3回

w / 田尻義博 : 1回
w / カクタス・ジャック : 2回
NYWC
- NYWCヘビー級王座 : 3回
- NYWCタッグ王座 : 5回

w / ウェイン
w / サイザー
w / レックス・ローレス
w / ストッケード : 2回
- NYWC殿堂

BCW
- BCWカンアム・ヘビー級王座 : 1回

EWA
- EWAヨーロピアン・ジュニアヘビー級王座 : 1回

ICW
- ICWヘビー級王座 : 1回

JAPW
- JAPWタッグ王座 : 1回

w / JTジョバー
USA Pro Wrestling
- USAプロタッグ王座 : 1回

w / ウェイン
XWC
- XWCヘビー級王座 : 1回